# Форсирање ушћа Мисисипија
Форсирање улаза у Мисисипи (енгл. Battle of Forts Jackson and St. Philip), 24. априла 1862, било је једна од одлучујућих поморских битака у Америчком грађанском рату. Њу Орлеанс, највећа лука Конфедерације, предао се без борбе неколико дана касније.

## Позадина
После пораза снага Конфедерације у бици код Шајлоа, снаге Севера су настојале да што пре овладају током Мисисипија до ушћа у море и тиме одвоје богате западне државе Југа од ратног подручја на истоку. Њу Орлеанс, на ушћу Мисисипија, није био утврђен, али су 80 миља низводно (18 миља од ушћа) улаз у Мисисипи затварала јака утврђења Форт Џексон (енгл. Fort Jackson) и Форт Филип (енгл. Fort St. Philip) са укупно 128 топова у заклонима и посадом од око 1.500 људи. Код Форт Џексона је пролаз био запречен ланцима растегнутим преко корита реке: од десне стране на усидреним сплавовима, а од леве на усидреним хулковима (бродови касарне). На доњем току Мисисипија Југ је имао под комодором Мичелом (енгл. John Mitchell) флотилу од 18 бродова (39 топова) и више брандера.
Форсирање улаза у Мисисипи поверено је комодору Дејвиду Ферагату, са флотилом од 48 ратних бродова (од тога 6 корвета и 9 топовњача) са укупно 154 топа и у садејству са копненим снагама генерала Батлера (енгл. Benjamin Butler). Ферегат је 18. марта, неометан од противника, почео да пребацује бродове у Мисисипи, прво пловне батерије (флотила од 20 шкуна) наоружане мерзерима под командом Дејвида Портера (енгл. David Porter), а затим постепено и велике бродове.

## Битка
Почев од 16. априла, пловне батерије Севера отвориле су ватру на јужњачка утврђења са заклоњених положаја на сидришту, али нису постигле значајнији успех. Мада је утрошено много муниције, Ферагат није одустао од форсирања пролаза између утврђења. Продор кроз препреку почео је ноћу 24. априла са три колоне бродова и то, пошто је претходно једна топовњача под заштитом мрака налетела свом снагом на препреку и пресекла ланац између два хулка.
Прва колона прошла је препреку по месечини у 3 часа и 30 минута; продор су поржавале пловне батерије ватром својих топова. Бродови су осмотрени и жестоко нападнути из свих топова тек кад се челни брод налазио између утврђења. Истовремено је 11 топовњача Југа покушало да изврши нападе кљуном, па је дошло до борбе у мешавини. Друга, централна колона са Ферагатом на челу, успела је да под заштитом барутног дима проће кроз препреку неоштећена, док је трећа колона, због јаке ватре с утврђења, само делимично у томе успела.

## Последице
Север је изгубио 1 брод и имао 37 погинулих и 147 рањених. Југ је изгубио 10 бродова, а 4 су се повукла у заштитни појас утврђења; утврђења су била јако оштећена, а губици у људству осетни. Неутврђени Њу Орлеанс предао се генералу Батлеру без борбе 1. маја, и остао је под окупацијом Уније до краја рата. Ипак, због немогућности да добије појачања, Ферагат није могао да успостави контролу над средњим током реке Мисисипи до краја 1862.